# Tschudi-Meerschweinchen
Das Tschudi-Meerschweinchen (Cavia tschudii) ist eine Art aus der Gattung der Eigentlichen Meerschweinchen (Cavia). Sie bekamen ihren Namen nach dem Schweizer Südamerikaforscher Johann Jakob von Tschudi. Die Tiere leben in den südamerikanischen Anden in Peru sowie nach Süden hin über Teile von Chile und Bolivien bis in den Norden von Argentinien.

## Merkmale
Die Tschudi-Meerschweinchen entsprechen in ihrem Körperbau anderen Meerschweinchen und sind in ihrer Größe und auch in ihrer Fellfärbung sehr variabel. Die Kopf-Rumpf-Länge des Holotyps beträgt dabei etwa bei Vertretern von Cavia tschudii stolida 31,3 Zentimeter, während sie bei Cavia tschudii sodalis nur 21,8 Zentimeter beträgt. Die durchschnittliche Kopf-Rumpf-Länge liegt bei 22,0 bis 27,0 Zentimetern bei einem Gewicht von 295 bis 390 Gramm. Die Ohrlänge beträgt 20 bis 35 Millimeter und die Hinterfußlänge 24 bis 49 Millimeter. Die Rückenfarbe variiert je nach Unterart stark von gräulich-zimtfarben über dunkel rötlich-braun oder oliv-braun bis gräulich-schwarz, die Bauchfarbe kann weiß, creme-weiß, grau oder sand- bis ockerfarben sein.
Der Schädel hat eine Gesamtlänge von 55 bis 69 Millimeter. Der Karyotyp besteht aus einem doppelten Chromosomensatz von 2n = 64 Chromosomen und ist mit dem des Hausmeerschweinchens (Cavia porcellus) weitgehend identisch.

## Verbreitung

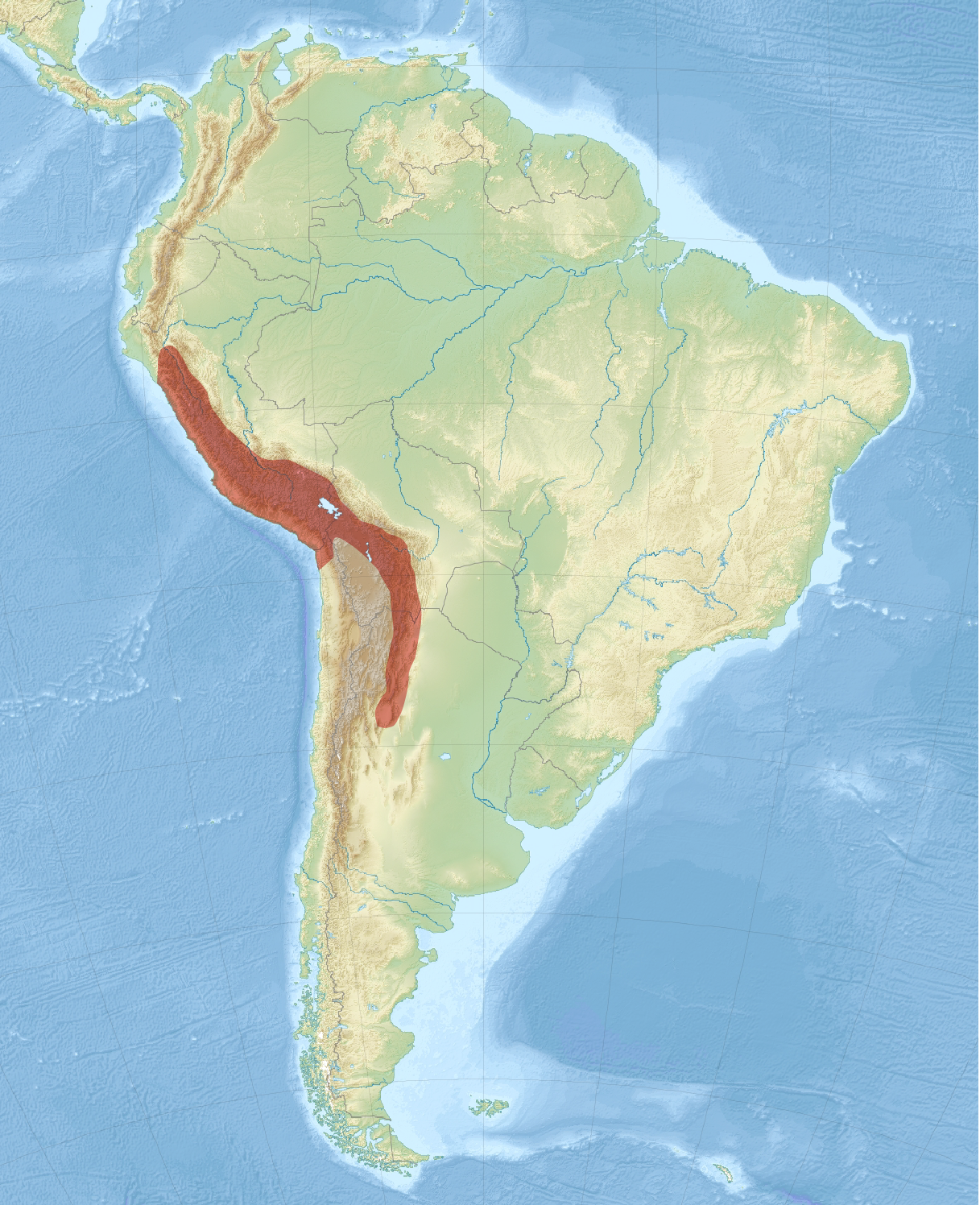
Verbreitungsgebiet des Tschudi-Meerschweinchens

Das Tschudi-Meerschweinchen ist in den südamerikanischen Anden in Peru sowie nach Süden hin über Teile vom Nordosten Chiles und Bolivien bis in den Norden von Argentinien verbreitet. Es lebt in Höhen von etwa 3000 bis 4500 Metern. In den Yungas und im bolivianischen Flachland ist es nicht anzutreffen.

## Lebensweise
Das Tschudi-Meerschweinchen lebt in der Regel in feuchten und felsigen Lebensräumen im Bereich von Flussläufen und auch in Sumpfgebieten. In Peru und Argentinien leben die Tiere im dichten Grasland sowie in buschreichen Grasflächen sowie Galeriewäldern, in denen sie Laufpfade anlegen. Sie kommen dabei sowohl in ungestörten wie in Sekundärhabitaten vor. Sie leben in Bauen mit mehreren Eingängen. Spezifische Angaben zur Ernährung sind nicht bekannt, die Tiere sind jedoch ohne Zweifel Pflanzenfresser. Sie sind wahrscheinlich primär dämmerungs- und nachtaktiv.
Über die Fortpflanzung ist wenig bekannt. Die Tragzeit beträgt 56 bis 69 Tage, in Gefangenschaft etwa 63 Tage, danach gebären die Weibchen einen Wurf von einem bis vier, selten bis neun, Jungtieren. Die Fortpflanzung der Jungtiere kann bereits nach zwei Monaten erfolgen.

## Systematik
Das Tschudi-Meerschweinchen wird als eigenständige Art innerhalb der Gattung Cavia  eingeordnet. Die wissenschaftliche Erstbeschreibung stammt von Leopold Joseph Fitzinger aus dem Jahr 1867, der die Art anhand von Individuen aus der Umgebung von Ica, der Hauptstadt der Region Ica, in Peru beschrieb. Teilweise wurde es, ebenso wie das Hausmeerschweinchen, dem Gemeinen Meerschweinchen (Cavia aperea) als Form oder Unterart zugeordnet, gilt heute jedoch als eigenständig. Als Schwesterart wird das Glanzmeerschweinchen (Cavia fulgida) betrachtet.
Auf der Basis molekularbiologischer und zytogenetischer Merkmale wurde eine enge Verwandtschaft zwischen dem Tschudi-Meerschweinchen und dem domestizierten Hausmeerschweinchen festgestellt, wodurch das Tschudi-Meerschweinchen als wahrscheinliche Schwesterart des Hausmeerschweinchens und damit zugleich als Ursprungsform für die Domestizierung betrachtet wird. Dabei wird auf der Basis von Funden mumifizierter Meerschweinchen angenommen, dass die erste Domestizierung im südlichen Peru und nördlichen Chile stattfand.
Innerhalb der Art werden gemeinsam mit der Nominatform sechs bis acht Unterarten beschrieben. Die folgende Darstellung folgt Dunnum 2015 und Lacher jr. 2016 mit acht Unterarten, wobei eine Revision nach Angaben der Autoren noch aussteht.
- Cavia tschudii tschudii Fitzinger, 1867: Nominatform, in der Region Ica in Peru; Körperfärbung gräulich zimtfarben
- Cavia tschudii atahualpae Osgood, 1913: In den Talregionen der Anden im nördlichen Peru. Die Form ist groß und dunkel gräulich-zimtfarben bis schwarz gefärbt. Die Körperseiten sind heller als der Rücken.
- Cavia tschudii festina Thomas, 1927: In der Andenregion von Zentral-Peru, in der Region Junín. Körperfärbung gräulich-zimtfarben
- Cavia tschudii osgoodi Sanborn, 1949: Im Süden von Peru im Altiplano nördlich des Titicacasees. Körperfärbung dunkel rötlich-braun
- Cavia tschudii pallidior Thomas, 1917:[10] Im Flachland im nördlichen Chile und im südlichen Peru bis in die Hochlagen von Bolivien.  In seinen Notes on the species of the genus Cavia analysierte Thomas 1917 alle bekannten und beschriebenen Arten der Gattung und sortierte sie anhand der Zahngestaltung neu. Dabei beschrieb er vier Unterarten: die Nominatform Cavia tschudii tschudii Fitzinger, 1867, Cavia tschudii atahualpae Osgood, 1913  sowie Cavia tschudii pallidior und Cavia tschudii umbrata als neue Unterarten.[10]
- Cavia tschudii sodalis Thomas, 1926: In den Hochlagen der Provinzen Tucumán und Jujuy im nördlichen Argentinien, früher auch in der Provinz Salta. Die Tiere sind blass-braun gefärbt.
- Cavia tschudii stolida Thomas, 1926: Im Utcubamba-Tal im nordwestliche Peru. Körperfärbung dunkel oliv-braun
- Cavia tschudii umbrata Thomas, 1917:[10] In der Andenregion von Zentral-Peru, in der Region Junín. Körperfärbung gräulich-schwarz

Wilson & Reeder 2005 unterscheidet nur sechs Unterarten. Cavia tschudii atahualpae, Cavia tschudii pallidior und Cavia tschudii umbrata werden dort nicht betrachtet, die dort angegebene Unterart Cavia tschudii arequipae wird nach Dunnum 2015 als Synonym zu Cavia tschudii pallidior angesehen. Cavia stolida wird teilweise als eigenständige Art betrachtet. Lacher jr. 2016 merkt an, dass Cavia tschudii festina und Cavia tschudii umbrata als Synonyme betrachtet werden könnten.

## Gefährdung und Schutz
Die Art wird von der International Union for Conservation of Nature and Natural Resources (IUCN) als nicht gefährdet (Least concern) gelistet. Begründet wird dies mit dem verhältnismäßig großen Verbreitungsgebiet und den angenommen großen und stabilen Beständen. Bestandsgefährdende Risiken sind für diese Art nicht bekannt.

## Belege
1. 1 2 3 4 5 6  
Jonathan L. Dunnum: Cavia tschudii Fitzinger, 1867 In: James L. Patton, Ulyses F.J. Pardinas, Guillermo D’Elía (Hrsg.): Mammals of South America, Volume 2 – Rodents. The University of Chicago Press, Chicago 2015; S. 701 ff. ISBN 978-0-226-16957-6.
2. 1 2 3 4 5 6 7 8 9 10  
Montaine Guinea Pig. In: Thomas E. Lacher, Jr.: Family Caviidae In: Don E. Wilson, T.E. Lacher, Jr., Russell A. Mittermeier (Herausgeber): Handbook of the Mammals of the World: Lagomorphs and Rodents 1. (HMW, Band 6) Lynx Edicions, Barcelona 2016, S. 433. ISBN 978-84-941892-3-4.
3. 1 2 3  Laura I. Walker, Miguel A. Soto, Ángel E. Spotorno: Similarities and differences among the chromosomes of the wild guinea pig Cavia tschudii and the domestic guinea pig Cavia porcellus (Rodentia, Caviidae). Comparative Cytogenetics 8(2), 2004: S 153–167. doi:10.3897/CompCytogen.v8i2.7509.
4. 1 2 3 4 5  
Cavia tschudii in der Roten Liste gefährdeter Arten der IUCN 2022. Eingestellt von: J. Dunnum, P. Teta, 2016. Abgerufen am 17. August 2022.
5. 1 2 3  Jonathan L. Dunnum, Jorge Salazar-Bravo: Molecular systematics, taxonomy and biogeography of the genus Cavia (Rodentia: Caviidae). Journal of Zoological Systematics and Evolutionary Research 48 (4), 2010; S. 376–388.doi:10.1111/j.1439-0469.2009.00561.x
6. ↑  
Systematics. In: Thomas E. Lacher, Jr.: Family Caviidae In: Don E. Wilson, T.E. Lacher, Jr., Russell A. Mittermeier (Herausgeber): Handbook of the Mammals of the World: Lagomorphs and Rodents 1. (HMW, Band 6) Lynx Edicions, Barcelona 2016, S. 406–407. ISBN 978-84-941892-3-4.
7. 1 2 3 4 5  
Cavia tschudii. In: Don E. Wilson, DeeAnn M. Reeder (Hrsg.): Mammal Species of the World. A taxonomic and geographic Reference. 2 Bände. 3. Auflage. Johns Hopkins University Press, Baltimore MD 2005, ISBN 0-8018-8221-4.
8. ↑  
Leopold Joseph Fitzinger: Versuch einer natürlichen Anordnung der Nagethiere (Rodentia). 2 Teile. In: Sitzungsberichte der Mathematisch-Naturwissenschaftlichen Classe der Kaiserlichen Akademie der Wissenschaften. Abteilung 1: Biologie, Mineralogie, Erdkunde. Bd. 55, 1867, ISSN 0371-4810, S. 453–515, Bd. 56, 1867, S. 57–168.
9. ↑  Ángel Enrique Spotorno, John Pablo Valladares, Juan C. Marín, Horacio Zeballos: Molecular diversity among domestic guinea-pigs (Cavia porcellus) and their close phylogenetic relationship with the Andean wild species Cavia tschudii. Revista Chilena de Historia Natural 77 (2), Juni 2004; S. 243–250. doi:10.4067/S0716-078X2004000200004.
10. 1 2 3  Oldfield Thomas: Notes on the species of the genus Cavia. Annals and Magazine of Natural History, Series 8, Volume 19, Issue 109, 1917; S. 152–160. doi:10.1080/00222931709486920.